# زیبایی‌های شب
زیبایی‌های شب (فرانسوی: Les Belles de nuit‎) یک فیلم کمدی فانتزی به کارگردانی رنه کلر محصول سال ۱۹۵۲ است که نامزد شیر طلایی جشنواره فیلم ونیز شد.

## بازیگران
- ژرار فیلیپ
- مارتین کارول
- جینا لولوبریجیدا
- ماریلین بوفرد
- پائولو استوپا
- گای هنری
- پل دومانژ
- پل فور
- ریموند بوسیر
- روژه ونسان
- رنه-ژان شوفار
- دومینیک مارکا
- فیلیپ ریشار
- پالمیر لواسور
- گی آنری
- برنار موسون